# Windpark Es Milà
Der Windpark Es Milà (katalanisch Parc eòlic d'Es Milà, spanisch Parque eólico de Es Milà) besteht aus vier Windkraftanlagen auf der Baleareninsel Menorca. Der Park befindet sich in der Nähe der Hauptstadt Maó auf dem Hügel von Es Milà.

## Allgemeines
Die Windkraftanlagen sind vom spanischen Hersteller Made gebaut worden. Es handelt sich um vier Anlagen vom Typ Made-Endesa AE-59. Sie haben Rotoren mit einem Durchmesser von 59 Metern, Gesamthöhe 79,5 Meter über Grund und verfügen über eine Nennleistung von jeweils 800 kW; die Gesamtleistung beträgt 3,2 MW. Die Anlage wurde in den Jahren 2003 und 2004 im Auftrag des Consorcio de Residuos Sólidos Urbanos de Menorca errichtet und war der erste Windpark auf den Balearischen Inseln. Das Regelarbeitsvermögen liegt bei rund 5,5 GWh pro Jahr. Die mittlere Windgeschwindigkeit am Standort beträgt 6,7 Meter/Sekunde; die Windrichtung ist überwiegend Nord-Osten und Süd-Westen. Die Einspeisung erfolgt in das Gesa-Endesa-Netzwerk. Gebaut wurde der Park von der Gestacur SL mit Hauptsitz in Albacete.
Der Windpark liegt rund 6 Kilometer nördlich vom Flughafen Menorca, in der Einflugschneise zur Piste 19, ist mit Hindernis-Befeuerungen (OBSL = Obstruction Lights) versehen und in den amtlichen Luftfahrtkarten und Anflugblättern verzeichnet.